# Kasylda
Kasylda – imię żeńskie pochodzenia łacińskiego, wywodzące się od imienia Kasja. Jego patronką jest św. Kasylda z Toledo.
Kasylda imieniny obchodzi 9 kwietnia.

## Osoby noszące imię Kasylda
- Kasylda Kulikowska – polska nauczycielka